# 長崎県道116号長崎芒塚インター線
長崎県道116号芒塚インター線（ながさきけんどう116ごう ながさきすすきづかインターせん）は、長崎県長崎市を通る一般県道である。

## 概要
長崎市芒塚町から長崎市本河内町に至る。かつての国道34号の区間で、日見バイパスの開通に伴い、県道に降格となった。長崎芒塚ICのアクセス道路としての役割を果たす。国道34号時代は渋滞がひどい区間の1つであったが、降格後は交通量は少なくなっている。

### 路線データ
- 起点：長崎県長崎市芒塚町（日見バイパス東口交差点、国道34号交点）
- 終点：長崎県長崎市本河内町（日見バイパス西口交差点、国道34号交点）
- 総延長：3.1 km

## 歴史
- 2004年（平成16年）3月9日 - 路線認定

## 路線状況

### 道路施設

#### 橋梁
- 芒塚橋（長崎市）

#### トンネル
- 日見トンネル：延長642 m、1926年竣工、長崎市

## 地理

### 通過する自治体
- 長崎市

### 交差する道路
| 交差する道路                          | 交差する場所 | 交差する場所                  |
| ------------------------------------- | ------------ | ----------------------------- |
| 国道34号 国道57号 重複 国道251号 重複 | 芒塚町       | 日見バイパス東口交差点 / 起点 |
| E34 長崎自動車道                      | 芒塚町       | 12 長崎芒塚IC                 |
| 国道34号 国道57号 重複 国道251号 重複 | 本河内町     | 日見バイパス西口交差点 / 終点 |

### 沿線
- 本河内ゴルフセンター

### 峠
- 日見峠（長崎市）